# Cassola (cuina)

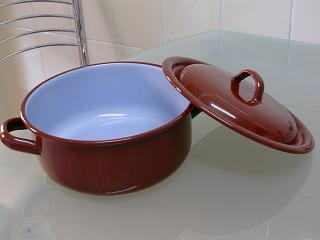
Cassola metàl·lica

Una cassola o greixonera és un vas, ordinàriament rodó, de terrissa o de metall, més ample que alt, que serveix principalment per a guisar al foc o en un fogó.
Les més tradicionals són les cassoles de fang, mentre que les més modernes solen ser fetes de metall i incorporen una tapadora. Les de fang, abans d'estrenar-les, s'han de deixar bullir amb un tros de carbó per treure el gust que tenen.
El terme cassola també es fa servir per donar nom als plats que s'hi cuinen, per exemple, cassola de tros.
En canvi, la casserola és també un recipient, també rodó, sempre de metall, mai de terrissa, que també serveix per a guisar-hi; pot ser més alta que la cassola i té un mànec.
A l'Alguer, al Rosselló i a la Ribera Alta se sol preferir la forma casserola per a cassola, si bé no exclusivament. També rep el nom de greixonera a Mallorca i Eivissa, cocota a la Catalunya del Nord, hortera a la Franja de Ponent, cassola al Principat i al País Valencià, tià a Menorca (a Sóller és una cassola fonda i amb mànec, que serveix per a rostir).
La cassola es diferencia de l'olla pel fet que és més ampla i plana, i del cassó perquè sol ser més grossa i llavors té dues anses rodones, per a poder-la agafar amb les dues mans, en comptes d'un sol mànec allargat.
Una casserola és una cassola més ample que alta.